# Пономарёв, Максим (дзюдоист)
Максим Пономарёв (род. 19 июля 1980) — российский дзюдоист, чемпион России.

## Спортивные результаты
- Первенство России среди юниоров 1998 года — ;
- Первенство Европы среди юниоров 1999 года — ;
- Командный Кубок президента России 2000 года — ;
- Первенство России среди молодёжи 2002 года — ;
- Открытый чемпионат Финляндии 2002 года — ;
- Командный Кубок президента России 2003 года — ;
- Чемпионат России по дзюдо 2004 года — .